# 野三坡
39°6′0″N 115°2′0″E / 39.10000°N 115.03333°E

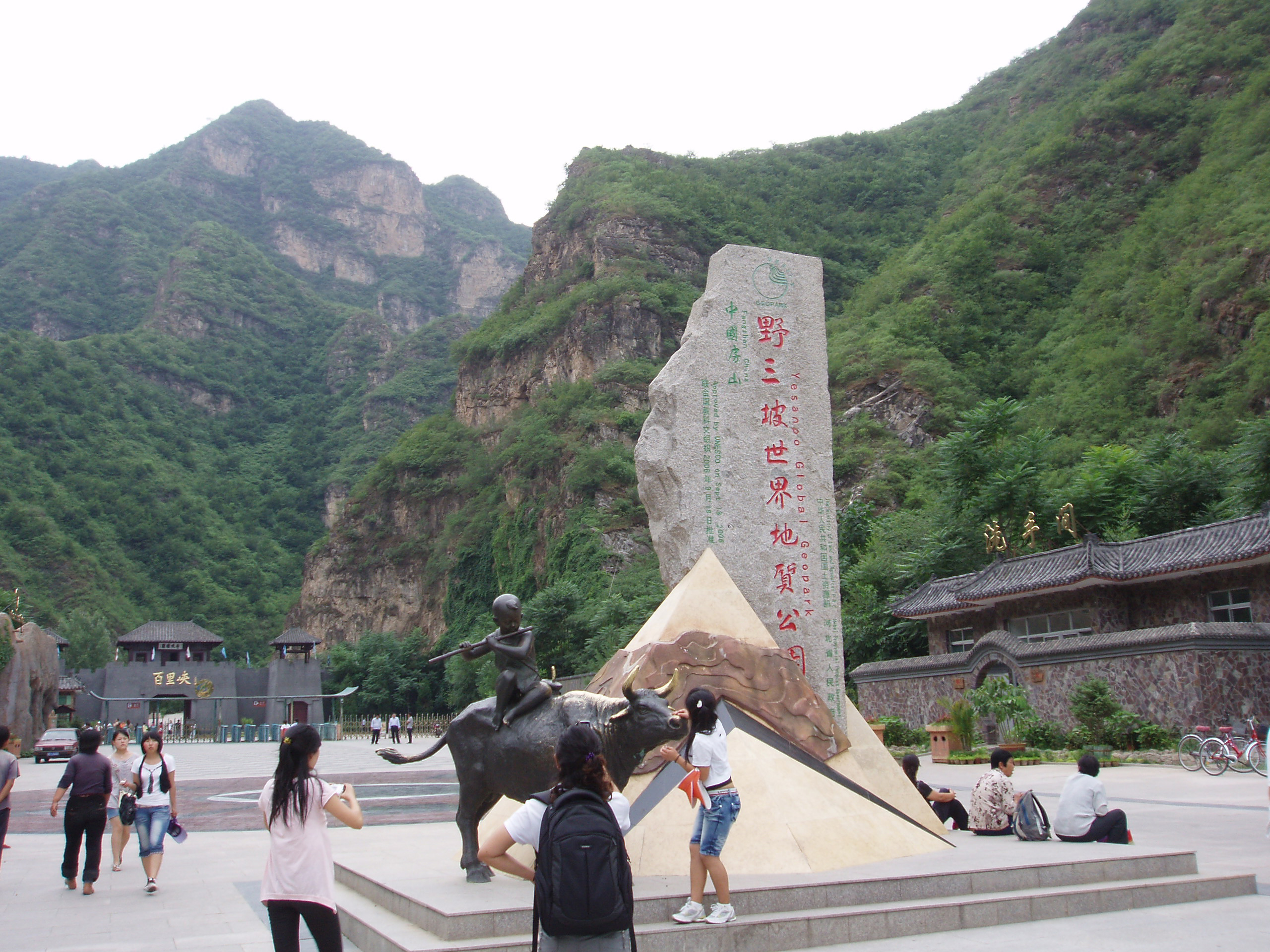

野三坡位于河北省保定市涞水县境内，共包括520平方千米，分布在拒马河两岸，主要由喀斯特地形构成，有原始森林保护区，2006年和北京的十渡风景区、白石山风景区共同被评为房山世界地质公园，是国家AAAAA级旅游风景区。
野三坡包括7个具有不同功能的风景区：百里峡自然风景游览区、拒马河避暑疗养游乐区、白草畔原始森林保护区、佛洞塔奇泉怪洞游览区、龙门峡长城文物保护区、金华山灵奇狩游乐区和三皇山旅游区。夏季清凉，平均气温为22℃，是著名的避暑胜地，但四季开放旅游。
2023年7月底到8月初，野三坡景區在2023年京津冀暴雨灾害中遭受重創。

## 气候和生态区
野三坡属于湿润大陆性气候（柯本气候分类法中的Dwa），四季分明，春季多风，夏季多雨，秋季凉爽，冬季干燥少雪。四月至十月是该地区的最佳旅游季节，此时的天气和景色最佳。生态区为华中黄土高原混交林。

## 旅游
景区内旅游业发达。从北京西站可乘坐 "野三坡旅游专线 "前往公园，终点站为野三坡站或八里峡站。